# Andor (sèrie de televisió)
Andor és una sèrie de televisió estatunidenca creada per Tony Gilroy per a Disney+. Funciona com una preqüela a la pel·lícula de La Guerra de les Galàxies Rogue One (2016), seguint el personatge Cassian Andor cinc anys abans dels esdeveniments de la pel·lícula. Es va estrenar el 21 de setembre de 2022. La segona i última temporada s'estrenarà el 22 d'abril de 2025, amb tres episodis que s'estrenaran setmanalment fins al 13 de maig.
Diego Luna és el productor executiu i torna a interpretar el seu paper de Rogue One com a Cassian Andor. Estarà protagonitzada a més per Stellan Skarsgård, Adria Arjona, Fiona Shaw, Denise Gough, Kyle Soller i Genevieve O'Reilly.
Lucasfilm va anunciar una sèrie centrada en Andor amb Luna el novembre de 2018 i Stephen Schiff contractat com a showrunner. Schiff va ser substituït pel coguionista de Rogue One, Tony Gilroy com a creador i showrunner l'abril de 2020. Va començar a rodar-se a finals de novembre de 2020, però a causa de la pandèmia de COVID-19 es va alentir la producció. El rodatge es va dur a terme als Pinewood Studios de Londres i en llocs del Regne Unit, i es va acabar el setembre de 2021.

## Argument
Està ambientada cinc anys abans dels esdeveniments de Rogue One, la sèrie segueix l'espia rebel Cassian Andor durant els anys de formació de la Rebel·lió.

## Repartiment
- Diego Luna com a Cassian Andor, un lladre el món natal del qual va ser destruït per l'Imperi i s'uneix a la Rebel·lió.
- Kyle Soller com a Syril, un oficial d'un organisme de seguretat que treballa per Pre-Mor, una empresa que controla el comerç del sector.
- Adria Arjona com a Bix Caleen, una amiga d'Andor.
- Joplin Sibtain com a Brasso: company de feina i col·lega d'Andor.
- James McArdle com a Timm Karlo: company de feina i parella de Bix.
- Stellan Skarsgård com a Luthen Rael, un contacte de Bix que forma part de l'Aliança Rebel.
- Genevieve O'Reilly com a Mon Mothma, una senadora que intenta navegar per la política de l'Imperi mentre ajuda en secret a fundar l'Aliança Rebel.
- Denise Gough com a Dedra Meero, una oficial imperial d'alt rang.
- Alex Ferns com el sergent Linus Mosk: un oficial de pre-Mor.
- Fiona Shaw com a Maarva, la mare adoptiva d'Andor.
- Gary Beadle com a Clem: parella de Maarva i pare adoptiu de Cassian.
- Faye Marsay com Vel Sartha: una líder rebel al planeta Aldhani.
- Varada Sethu com a Cinta Kaz, una rebel en Aldhani.
- Alex Lawther com a Karis Nemik: un rebel a Aldhani.
- Sule Rimi com el tinent Gorn: un rebel a Aldhani.
- Ebon Moss-Bachrach com a Arvel Skeen: un rebel a Aldhani.
- Gershwyn Eustache Jnr com a Taramyn Barcona: una rebel a Aldhani.
- Alastair Mackenzie com Perrin Fertha: el marit de Mothma que també és membre del Senat Imperial.
- Kathryn Hunter com a Eedy Karn: la mare de Syril.
- Forest Whitaker com a Saw Gerrera, un veterà de les Guerres Clon que lidera un grup militar insurgent.

## Episodis

### Temporada 1 (2022)
| Núm. | Títol                 | Direcció       | Guió           | Data d'estrena original |
| ---- | --------------------- | -------------- | -------------- | ----------------------- |
| 1    | «Kassa»               | Toby Haynes    | Tony Gilroy    | 21 de setembre de 2022  |
| 2    | «That Would Be Me»    | Toby Haynes    | Tony Gilroy    | 21 de setembre de 2022  |
| 3    | «Reckoning»           | Toby Haynes    | Tony Gilroy    | 21 de setembre de 2022  |
| 4    | «Aldhani»             | Susanna White  | Dan Gilroy     | 28 de setembre de 2022  |
| 5    | «The Axe Forgets»     | Susanna White  | Dan Gilroy     | 5 d'octubre de 2022     |
| 6    | «The Eye»             | Susanna White  | Dan Gilroy     | 12 d'octubre de 2022    |
| 7    | «Announcement»        | Benjamin Caron | Stephen Schiff | 19 d'octubre de 2022    |
| 8    | «Narkina 5»           | Toby Haynes    | Beau Willimon  | 26 d'octubre de 2022    |
| 9    | «Nobody's Listening!» | Toby Haynes    | Beau Willimon  | 2 de novembre de 2022   |
| 10   | «One Way Out»         | Toby Haynes    | Beau Willimon  | 9 de novembre de 2022   |
| 11   | «Daughter of Ferrix»  | Benjamin Caron | Tony Gilroy    | 16 de novembre de 2022  |
| 12   | «Rix Road»            | Benjamin Caron | Tony Gilroy    | 23 de novembre de 2022  |

### Temporada 2 (2025)
| Núm. total | Núm. de la temporada | Títol              | Direcció            | Guió          | Data d'emissió original |
| ---------- | -------------------- | ------------------ | ------------------- | ------------- | ----------------------- |
| 13         | 1                    | «"One Year Later"» | Ariel Kleiman       | Tony Gilroy   | 22 d'abril de 2025      |
| 14         | 2                    | «"Sagrona Teema"»  | Ariel Kleiman       | Tony Gilroy   | 22 d'abril de 2025      |
| 15         | 3                    | «"Harvest"»        | Ariel Kleiman       | Tony Gilroy   | 22 d'abril de 2025      |
| 16         | 4                    | Sense anunciar     | Ariel Kleiman       | Beau Willimon | 29 d'abril de 2025      |
| 17         | 5                    | Sense anunciar     | Ariel Kleiman       | Beau Willimon | 29 d'abril de 2025      |
| 18         | 6                    | Sense anunciar     | Ariel Kleiman       | Beau Willimon | 29 d'abril de 2025      |
| 19         | 7                    | Sense anunciar     | Janus Metz          | Dan Gilroy    | 6 de maig de 2025       |
| 20         | 8                    | Sense anunciar     | Janus Metz          | Dan Gilroy    | 6 de maig de 2025       |
| 21         | 9                    | Sense anunciar     | Janus Metz          | Dan Gilroy    | 6 de maig de 2025       |
| 22         | 10                   | Sense anunciar     | Alonso Ruizpalacios | Tom Bissell   | 13 de maig de 2025      |
| 23         | 11                   | Sense anunciar     | Alonso Ruizpalacios | Tom Bissell   | 13 de maig de 2025      |
| 24         | 12                   | Sense anunciar     | Alonso Ruizpalacios | Tom Bissell   | 13 de maig de 2025      |

## Producció
El gerent de Disney, Bob Iger, va anunciar el novembre de 2017 que Disney i Lucasfilm estaven desenvolupant una sèrie de televisió de Star Wars d'imatge real per al nou servei de transmissió Disney+. El febrer de 2018, va aclarir que hi havia diverses sèries en desenvolupament per al servei. Al novembre es va revelar que una d'aquestes sèries era una preqüela de la pel·lícula Rogue One. Es va descriure com un thriller d'espies centrat en el personatge de Cassian Andor, amb Diego Luna repetint el seu paper de la pel·lícula. S'esperava que la producció comencés el 2019 després que Luna completés la filmació de la segona temporada de Narcos: Mexico.

### Segona temporada

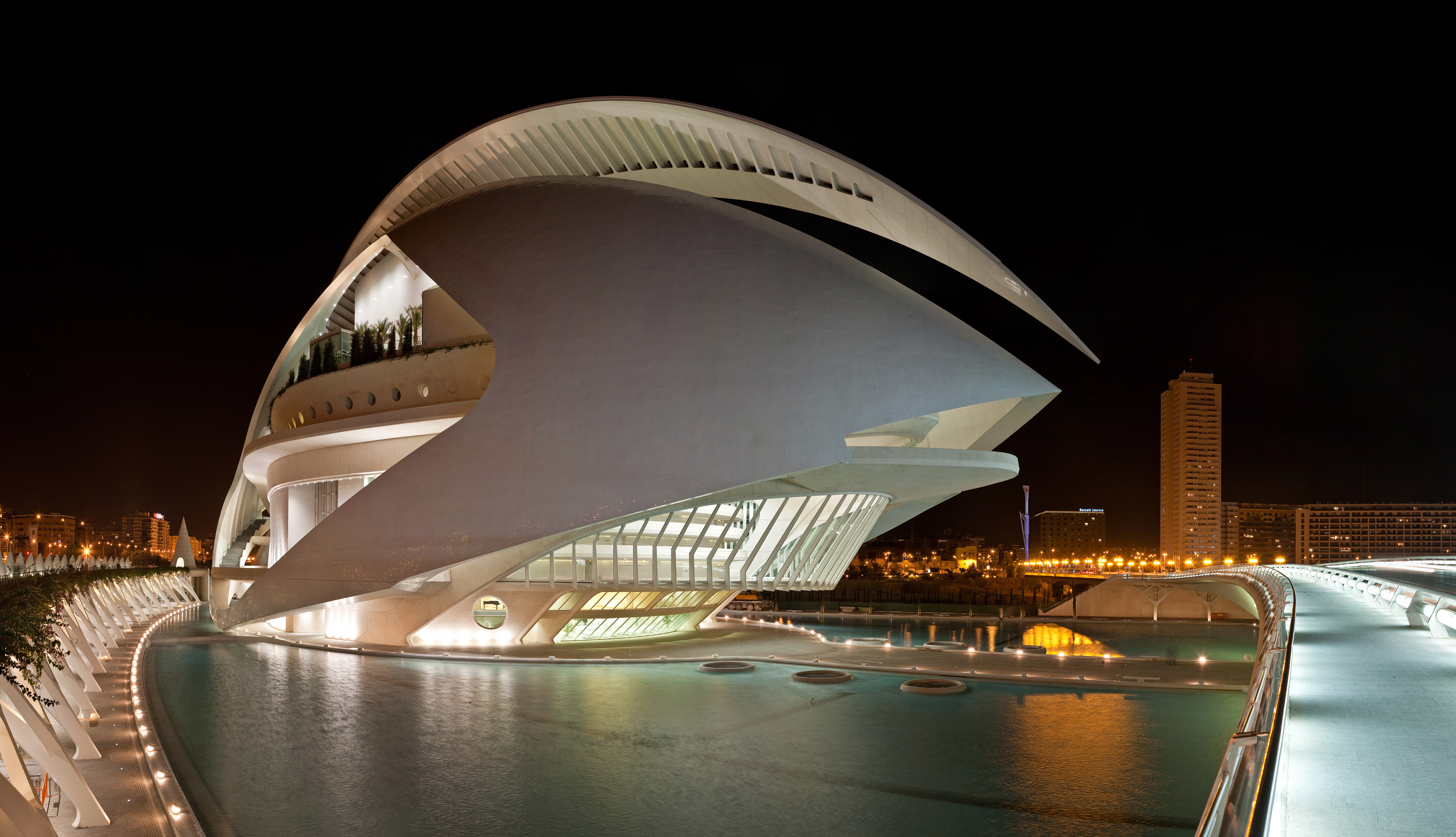
Ciutat de les Arts i les Ciències, València

La segona temporada es va començar a rodar el 21 de novembre de 2022 i s'allargarà fins a l'agost de 2023, amb Gilroy anticipant un any per a la postproducció com amb la primera temporada. Gilroy va declarar que no dirigiria la segona temporada a causa dels seus compromisos com a showrunner. El març de 2023 es va revelar que la temporada 2 es filmava a la Ciutat de les Arts i les Ciències a València, amb el director Metz entre el repartiment i el grup, inclòs l'actor Benjamin Bratt, indicant que s'havia unit a la sèrie, posteriorment la gravació es va traslladar al castell de Xàtiva. L'abril de 2023, es va suspendre el rodatge a Winspit Quarry, a prop de Worth Matravers a Dorset a causa de preocupacions per esllavissades.
S'esperava que s'estrenés a l'agost de 2024, però a causa dels retards en la producció a causa de les vagues de Hollywood, es va retardar fins al 2025.

## Estrena
La sèrie es va estrenar a Disney+ el 21 de setembre de 2022, i consta de 12 episodis. Originalment s'esperava que la sèrie s'estrenés en 2021, però es va endarrerir a causa de la pandèmia de COVID-19, comptant amb una data d'estrena el 31 d'agost de 2022. Posteriorment es va tornar a endarrerir fins al 21 de setembre de 2022.

## Resposta crítica
El lloc web de ressenyes Rotten Tomatoes indica una puntuació d'aprovació del 90%, basada en 367 ressenyes. Metacritic, que utilitza una mitjana ponderada, va assignar una puntuació de 74 sobre 100 basada en 29 crítics, indicant "crítiques generalment favorables".
En una ressenya de quatre estrelles, The Guardian va anomenar Andor "la millor sèrie de Star Wars des de The Mandalorian", mentre que Variety es va mostrar positiu cap a l'allunyament d'aquesta sèrie d'altres projectes de Star Wars amb una "història de persones que no tenen res a veure amb Solos, Skywalkers o Palpatines, però les vides dels quals importen". El personatge desertat del Stormtrooper Taramyn Barcona de l'episodi 6 es va comparar positivament amb l'antic personatge imperial Migs Mayfeld de The Mandalorian, i amb la trama de la rebel·lió dels Stormtroopers descartada del guió no filmat de Star Wars: Duel of the Fates.